# Endre Palócz
Endre Palócz, född 23 mars 1911 i Budapest, död 11 januari 1988 i Budapest, var en ungersk fäktare.
Palócz blev olympisk bronsmedaljör i florett vid sommarspelen 1952 i Helsingfors.